# Adolph von Schönberg
Adolph von Schönberg (Costanza, 1804 – Gorizia, 1880) è stato un generale austriaco.

## Biografia
Nato a Costanza (all'epoca parte del Granducato di Baden), in Germania, Adolph von Schönberg apparteneva ad un'antica famiglia nobile tedesca. Suo padre era il pittore paesaggista Lorenz von Schönberg, mentre sua madre era una baronessa originaria della Svevia. Alla morte prematura di Lorenz, la moglie si risposò col conte Karl Gatterburg e fu proprio il patrigno ad occuparsi dell'educazione del giovane Adolph.
Nel 1820 il ragazzo decise di intraprendere la carriera militare ed entrò nel 4º reggimento cavalleggeri dell'esercito austriaco con cui in quello stesso anno marciò verso Napoli per sedare le rivolte locali. Nel 1822 venne promosso tenente ed assegnato al 3º reggimento di ussari "arciduca Ferdinando", ottenendo nel 1838 il grado di capitano e nel 1846 quello di maggiore nel medesimo reggimento. Destinato alla campagna di repressione degli insorti del 1848, si pose sotto il comando del generale Alfred von Windisch-Graetz, scontrandosi a Szemeria. Nell'aprile del 1849 venne nominato colonnello e comandante del 3º reggimento di cavalleggeri "arciduca Ferdinando Massimiliano", ed il 3 marzo 1851 venne promosso al rango di maggiore generale ed assegnato al 7º corpo d'armata di stanza a Verona.
Nel 1854 venne trasferito a Graz e l'anno successivo a Vienna col grado di generale di brigata. Il 1 marzo 1859 venne promosso feldmaresciallo luogotenente come comandante della divisione militare della Galizia che diresse a Milano, in Lomellina, nella battaglia di Magenta ed in quella di Solferino. A Magenta nello specifico ebbe modo di distinguersi nei combattimenti presso la locale stazione ferroviaria, sotto pesante fuoco nemico. A Solferino seppe mantenere il campo di Medole con la sua sola divisione e due batterie d'artiglieria da sei libbre ciascuna, di fronte al nemico con forze nettamente superiori. L'ultimo incarico di peso lo ebbe col comando della piazzaforte di Leopoli. Nel 1863 chiese ed ottenne il pensionamento, ma nel 1865 venne richiamato per assumere la carica di ispettore generale della gendarmeria dell'esercito austriaco. Dopo pochi anni si dimise anche da questo incarico e si ritirò col titolo di generale di cavalleria a vivere a Gorizia.